# Belga Films
Pour les articles homonymes, voir Belga (homonymie).
Belga Films est une société belge de production et de distribution cinématographique fondée en 1937 par Elyse Tobback. En tant que plus ancien distributeur de films en Belgique, elle a joué un rôle clé sur les marchés cinématographiques locaux et internationaux. L'entreprise est active dans la distribution de films, la production et l'exploitation cinématographique, avec une forte présence dans la région du Benelux.
Belga Films a étendu ses activités grâce à des acquisitions, des partenariats et au développement de sa branche de production, Belga Studios, ainsi que de sa filiale nWave Pictures.

## Historique

### Fondation
Belga Films a été fondée en 1937 par Elyse Tobback, ce qui en fait la plus ancienne société indépendante de distribution cinématographique en Belgique. À ses débuts, l'entreprise s'est concentrée sur la distribution de films locaux et internationaux, s'imposant comme un acteur clé du cinéma belge avec des titres tels que Berlingot et Compagnie (1939), Cyrano de Bergerac (1946) et L'Homme de ma vie (1952). Durant cette période, le beau-frère de Tobback, Luc Hemelaer, a rejoint l'entreprise.
Dans les années 1970 et 1980, Belga Films a élargi son catalogue de distribution pour inclure une gamme plus large de films internationaux, tels que L'Effrontée (1985), Sans toit ni loi (1985), Billy Ze Kick (1985) et Chronique d'une mort annoncée (1987). Parallèlement, la société est restée engagée dans la promotion du cinéma belge et a joué un rôle actif dans le développement précoce de la distribution vidéo en Wallonie.

### Expansion
Depuis 1998, Patrick Vandenbosch, petit-fils de Luc Hemelaer, est directeur général de Belga Films, tandis que Jérôme de Béthune occupe le poste de directeur des opérations, supervisant les activités de l'entreprise. Lors d'une restructuration majeure, Vandenbosch et Alexandre Lippens ont acquis les parts de l'entreprise auprès du RTL Group, rétablissant ainsi Belga Films comme une entité indépendante. Cette acquisition a marqué le début d'une nouvelle phase pour la société, avec un changement de stratégie axé sur des acquisitions plus sélectives et une réduction du nombre de films distribués chaque année. L'entreprise vise désormais à se concentrer sur un contenu plus ciblé, plutôt que de maintenir un catalogue de sorties trop large.
En parallèle de ses activités de distribution, Belga Films s'est lancée dans la production cinématographique à travers Belga Studios. Les productions de l'entreprise incluent des titres basés sur des franchises établies, tels que La Marque jaune, inspiré de la série Blake et Mortimer, ou La Formule de Dieu, un thriller adapté du roman de José Rodrigues dos Santos. En outre, la société est entrée sur le marché de l'exploitation cinématographique avec le lancement de White Cinema à Bruxelles et de Médiaciné à Liège.

### Acquisitions
En 2022, Belga Films a acquis la totalité de Independent Films, une société néerlandaise de distribution avec laquelle elle entretenait auparavant un partenariat à parts égales. Cette acquisition a permis d'intégrer le développement et la distribution de films néerlandais dans les opérations de Belga Films, permettant ainsi à l'entreprise de distribuer des films sur les marchés belge et néerlandais sous une structure unifiée. Elle a également permis à Belga Films d'étendre ses activités aux Pays-Bas et de développer davantage de contenus en langue néerlandaise. Avant cette acquisition, Belga Films et Independent Films avaient collaboré pendant plus de vingt ans, avec Belga assurant la distribution des titres de Independent Films en Belgique et inversement aux Pays-Bas.
Belga Films détient également une participation dans le secteur de l'animation grâce à sa part dans nWave Pictures, un studio belge d'animation. Parmi les productions notables de nWave, on trouve Bigfoot Family (2020) et Hopper et le Hamster des ténèbres (2022). Ce partenariat reflète la stratégie de Belga Films visant à diversifier son portefeuille et à renforcer sa présence dans le secteur de l'animation.

## Filiales
En 2023, les filiales et entités affiliées de Belga Films comprennent :
- Belga Pictures – une société à responsabilité limitée spécialisée dans la production et la distribution de films.
- Belga Studios – une société à responsabilité limitée dédiée au développement et au financement de longs métrages.
- Independent Films – une société anonyme spécialisée dans la distribution de films néerlandais.
- Médiaciné – une société anonyme qui gère des exploitations cinématographiques à Liège.
- nWave Pictures – une société anonyme renommée pour la production de films d'animation en 3D.
- White Cinema – une société à responsabilité limitée exploitant une chaîne de cinémas à Bruxelles.